# 김산 (1898년)
김산(1898년 10월 12일~1984년 8월 20일)은 대한민국의 정치인이다. 제5대 국회의원을 지냈다.

## 역대 선거 결과
|  | 33.25% |

|  | 40.97% |

|  | 67.16% |

|  | 19.12% |

|  | 3.12% |